# 簡宏偉
簡宏偉，出生於台灣桃園地方望族，經歷公家機關、企業、公益團體高階主管及多家知名企業顧問及主持領域。。

2006年任職於財團法人桃園縣文化基金會擔任專員，執行行政院文化建設委員會，文化資產守護網專案獲評全國最優。

2008年任職於林明成家族大永興業集團旗下事業體，桃園大溪花海及兩蔣文化園區委外經營標案規劃得標，擔任標案規劃及行銷業務、商品開發與8家店舖經營。

2011年任職於財團法人脊髓損傷潛能發展中心擔任公益事業處處長暨新聞聯絡人，辦理各項募款行銷活動，籌募營運經費。

2013年任職於財團法人脊髓損傷基金會擔任公關行銷總監，負責基金會籌備至成立，舉辦各項大型行銷活動，籌募脊髓傷友服務經費。

2013年受聘於胖達人手感烘焙 (生技達人股份有限公司) 擔任高級顧問。

2014年任職於鼎尚餐飲連鎖集團太陽王路易手感烘焙擔任品牌總監，負責台灣8家直營門市營運管理。

2014年參加台灣企業管理顧問領導品牌-黃河明悅智全球顧問股份有限公司辦理「卓越行銷長的6堂課」，18小時結業期滿。

2015年任職於脊髓損傷協同團隊擔任行銷長，旗下事業包含財團法人脊髓損傷社會福利基金會、財團法人脊髓損傷潛能發展中心、新生命資訊服務股份有限公司、通用無障礙股份有限公司、菲亞國際股份有限公司。同年獲馬英九總統於中華民國總統府特別接見。 

2015年及2017年西洋情人節發起舉辦「 用愛閃亮，讓愛溫飽」街友送餐活動，獲得許多網友支持，於台北龍山寺分別發送300及600個愛心便當予街友。 

2017年起受聘於北京新起點公益基金會擔任顧問。

2023簽約加入浪Live直播平台主播，10月、11月獲得百大主播及男主播第4名。